# 2016年當選的皇家學會會士列表
本列表為2016年4月29日當選的皇家學會會士名錄

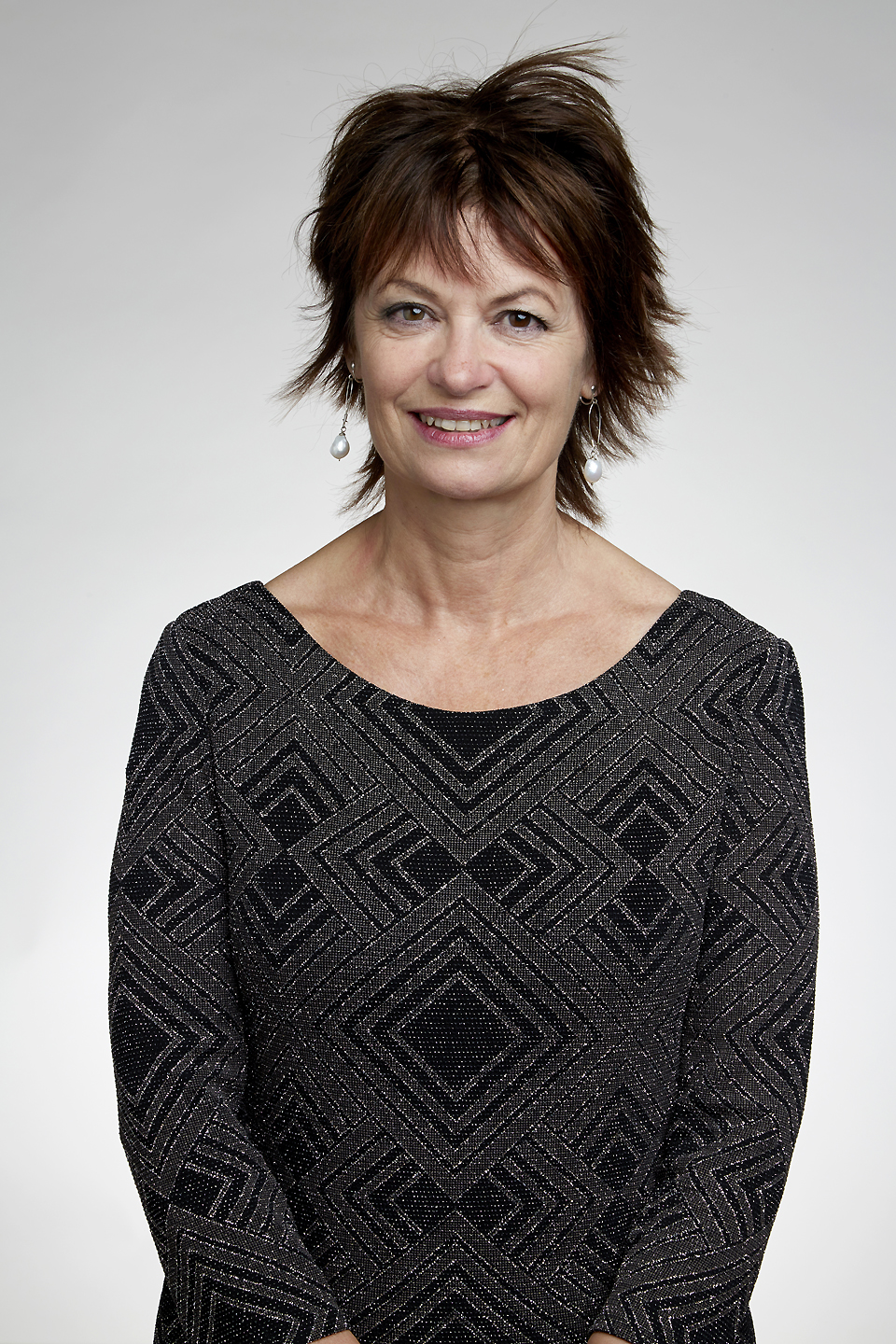
Dame Anne Glover (biologist) FRS, biologist

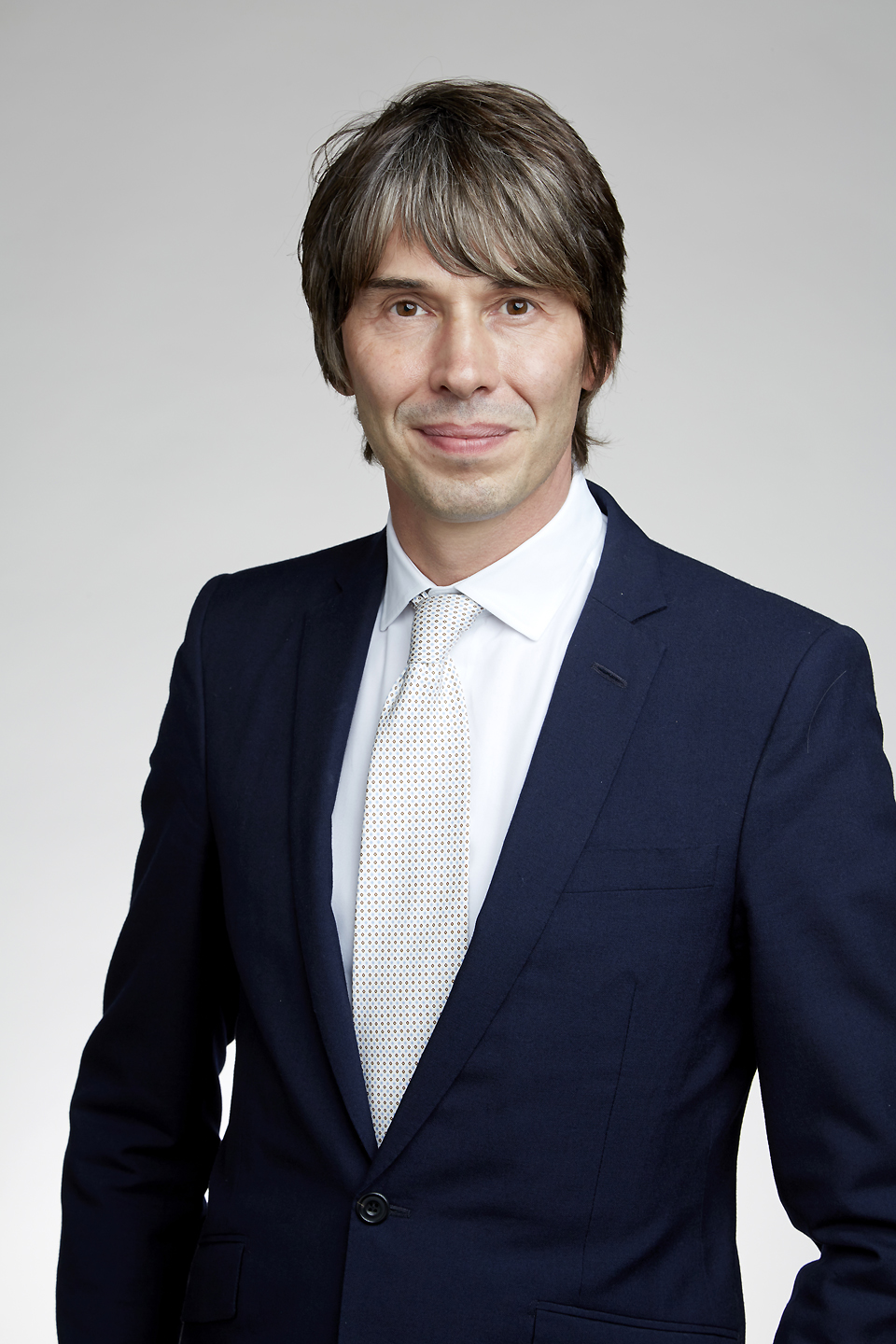
布萊恩·考克斯教授，FRS，物理学家

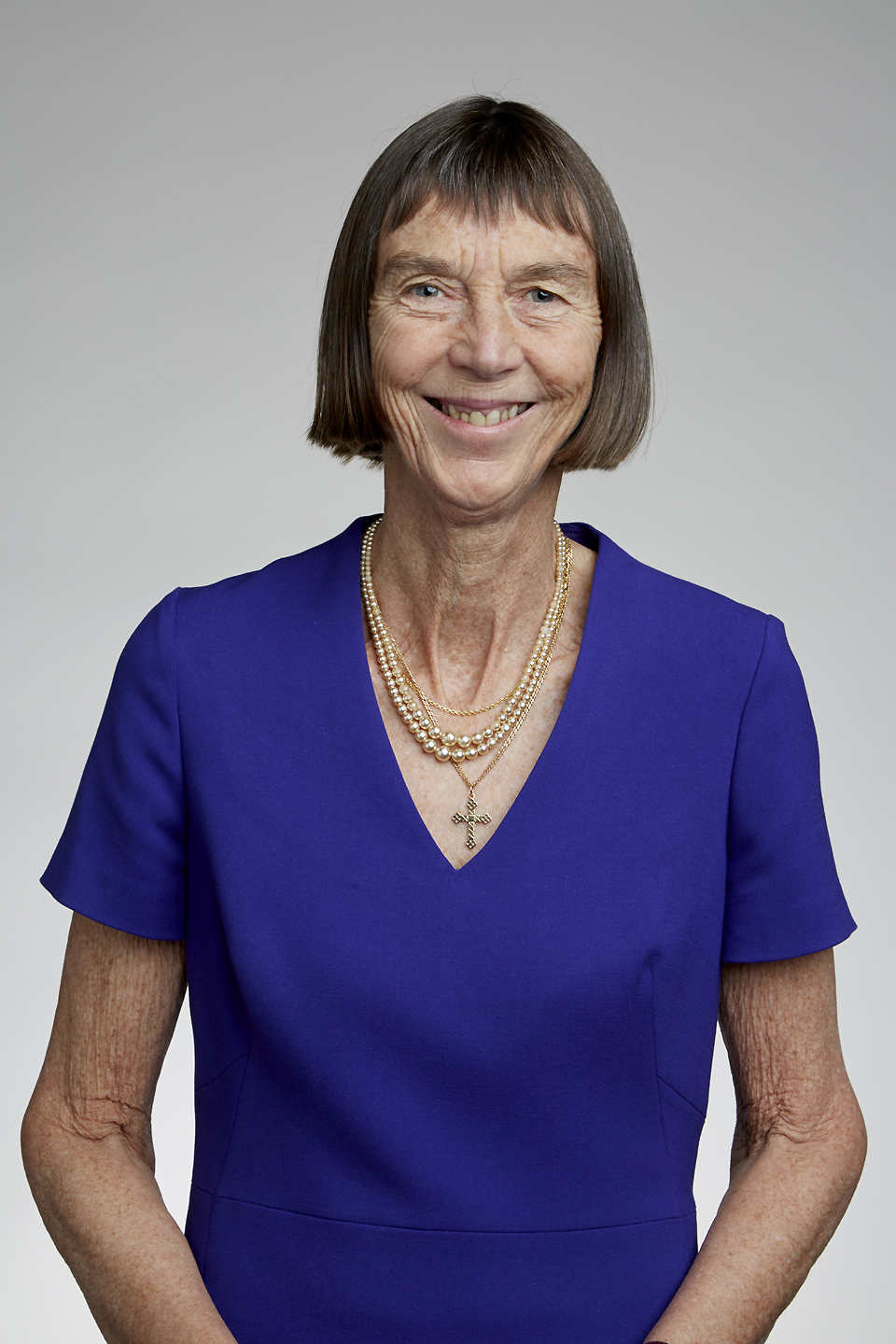
Dame Sue Ion FRS, engineer

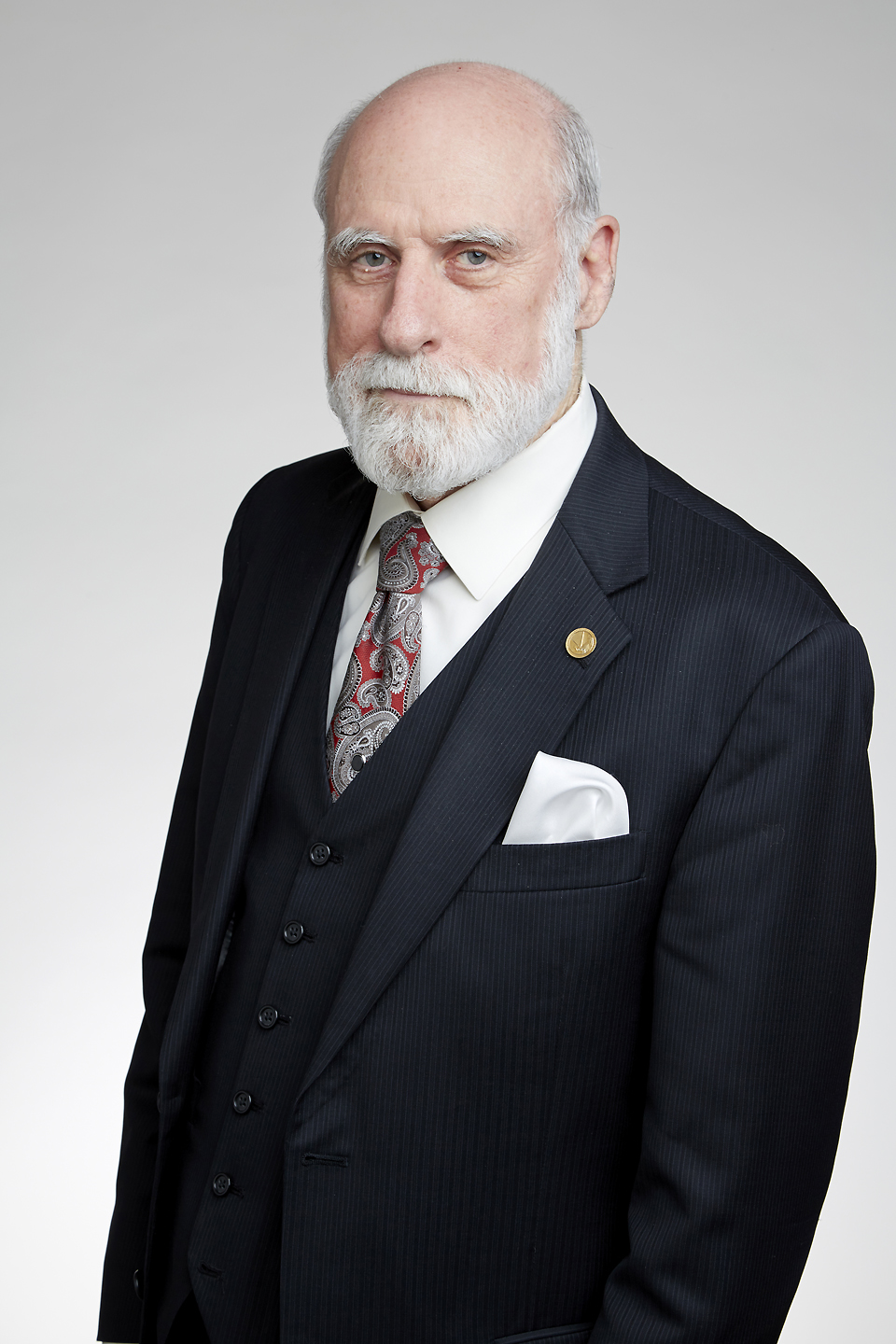
文頓·瑟夫，ForMemRS，工程師

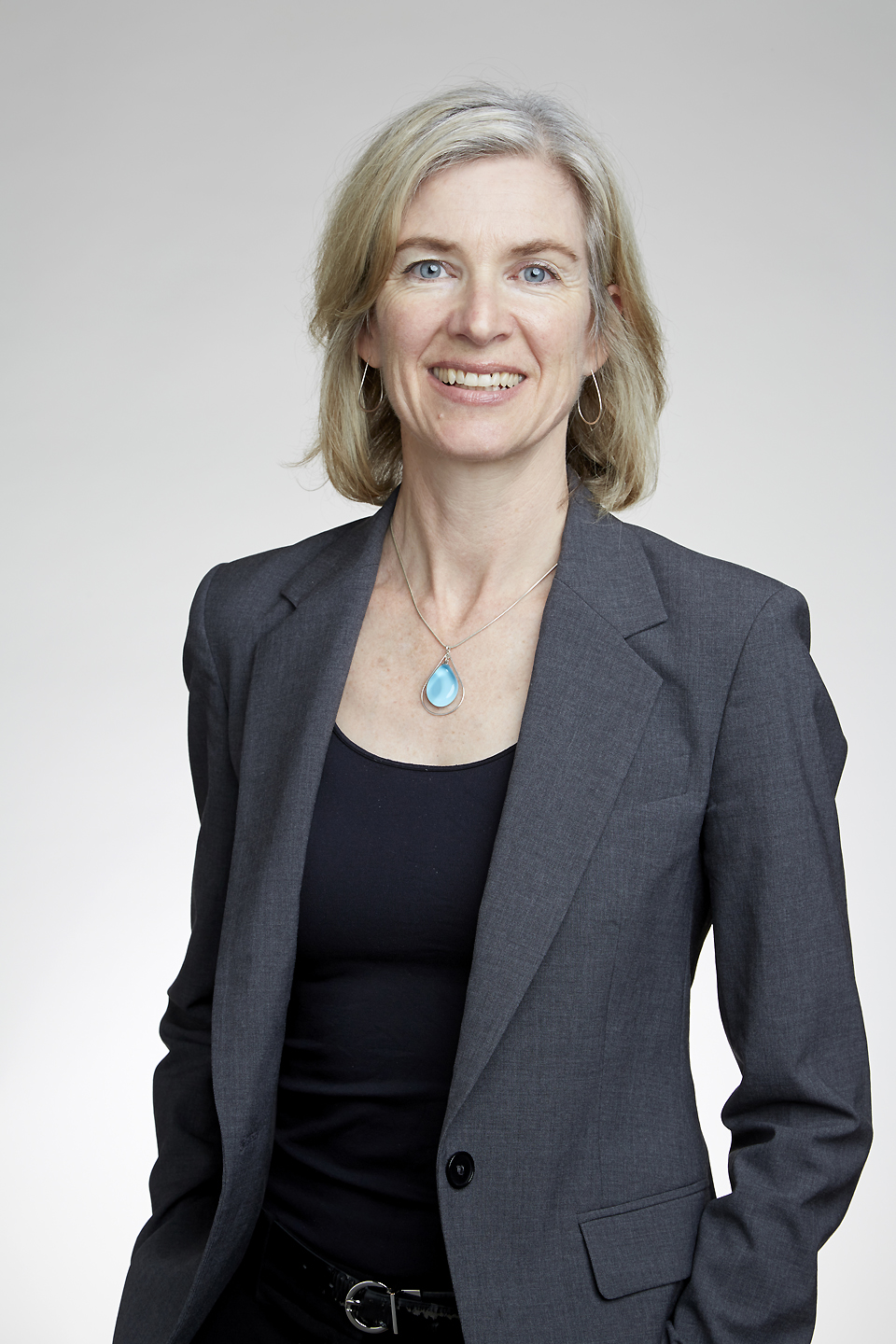
詹妮弗·杜德纳教授，ForMemRS，化學家

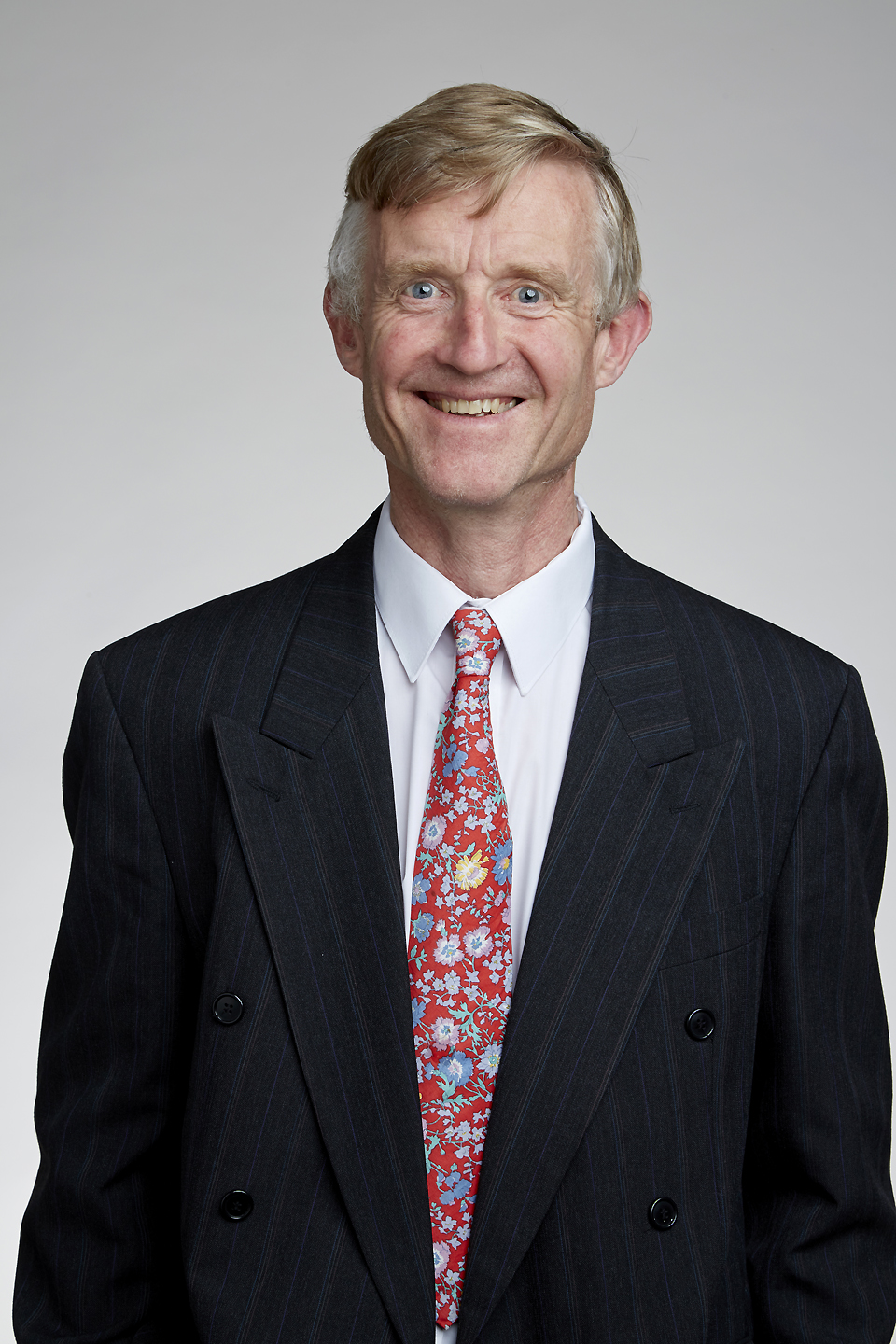
西蒙·佩頓·瓊斯教授，FRS，電腦科學家

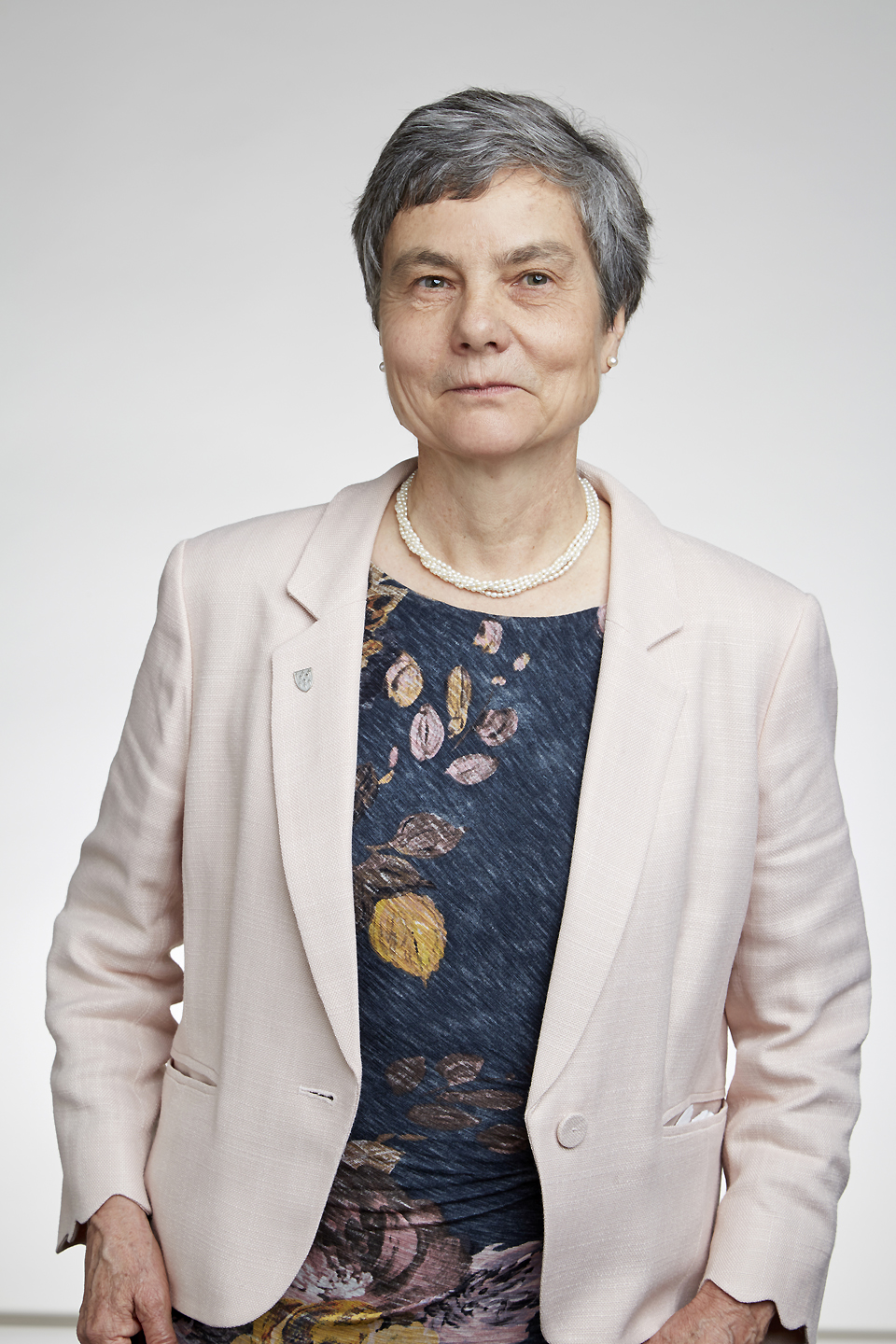
卡洛琳·希瑞斯教授，FRS，數學家

## 當選會士（FRS）
1. Chris Abell（英语：Chris Abell）
2. Jas Pal Badyal（英语：Jas Pal Badyal）
3. 史蒂文·巴尔布斯
4. Polina Bayvel（英语：Polina Bayvel）
5. 格拉汉姆·A·C·贝尔
6. Martin Bridson（英语：Martin Bridson）
7. John P. Burrows（英语：John P. Burrows）
8. Katharine Cashman（英语：Katharine Cashman）
9. Sarah Cleaveland（英语：Sarah Cleaveland）
10. James Collier（英语：James D. Y. Collier）
11. Alastair Compston（英语：Alastair Compston）
12. 布萊恩·考克斯
13. Jack Cuzick（英语：Jack Cuzick）
14. William I. F. David（英语：William I. F. David）
15. Christl Donnelly（英语：Christl Donnelly）
16. 马库斯·杜·索托伊
17. James S. Dunlop（英语：James S. Dunlop）
18. Artur Ekert（英语：Artur Ekert）
19. Maria Fitzgerald（英语：Maria Fitzgerald）
20. Antony Galione（英语：Antony Galione）
21. Pratibha Gai（英语：Pratibha Gai）
22. Harry J. Gilbert（英语：Harry J. Gilbert）
23. Patrick Gill（英语：Patrick Gill (scientist)）
24. Anne Glover（英语：Anne Glover (biologist)）
25. Neil A. R. Gow（英语：Neil A. R. Gow）
26. 伊恩·A·格雷厄姆
27. Richard P. Harvey（英语：Richard P. Harvey）
28. Adrian Hayday（英语：Adrian Hayday）
29. Ramanujan Hegde（英语：Ramanujan Hegde）
30. David Hight（英语：David Hight）
31. Sue Ion（英语：Sue Ion）
32. Eugenia Kumacheva（英语：Eugenia Kumacheva）
33. Corinne Le Quéré（英语：Corinne Le Quéré）
34. Mark A. Lemmon（英语：Mark A. Lemmon）
35. David Lodge（英语：David Lodge (neuroscientist)）
36. Eleanor Maguire（英语：Eleanor Maguire）
37. L·馬哈迪萬
38. Gilean McVean（英语：Gilean McVean）
39. Russell E. Morris（英语：Russell E. Morris）
40. Luke A. J. O'Neill（英语：Luke A. J. O'Neill）
41. 西蒙·佩頓·瓊斯
42. Jonathon Pines（英语：Jonathon Pines）
43. James I. Prosser（英语：James I. Prosser）
44. Sriram Ramaswamy（英语：Sriram Ramaswamy）
45. 卡洛琳·希瑞斯
46. Ted Shepherd（英语：Ted Shepherd）
47. Alison Mary Smith（英语：Alison Mary Smith）
48. David J. Wales（英语：David J. Wales）
49. Philip J. Withers（英语：Philip J. Withers）
50. Paul Workman（英语：Paul_Workman_(scientist)）

## 榮譽會士
1. Adair Turner, Baron Turner of Ecchinswell（英语：Adair Turner, Baron Turner of Ecchinswell）

## 外籍會士（ForMemRS）
1. Robert Cava（英语：Robert Cava）
2. 文頓·瑟夫
3. 马克·M·戴维斯
4. 珍妮弗·道德纳
5. 格尔德·法尔廷斯
6. John M. Hayes（英语：John M. Hayes (scientist)）
7. 斯万特·帕博
8. Pasko Rakic（英语：Pasko Rakic）
9. Rino Rappuoli（英语：Rino Rappuoli）
10. Ellen D. Williams（英语：Ellen D. Williams (chemist)）